# فرضیه بازار کارآ
فرضیه بازار کارا (نام علمی: Efficient-market hypothesis) بازاری است که در آن اطلاعات با سرعت بالایی بر قیمت سهام تأثیر می‌گذارد و قیمت‌ها خود را با توجه به این اطلاعات تعدیل می‌کنند. در واقع بازار کارا به سرمایه‌گذاران این اطمینان را می‌دهد که همه آن‌ها از اطلاعات مشابهی آگاهی دارند، پس بازار کارا، بازاری است که بازتاب‌دهنده آن اطلاعاتی است که در بازار موجود است و راهنمای سرمایه‌گذاران است. مفهوم بازار کارا بر این فرض استوار است که سرمایه‌گذاران در تصمیمات خرید و فروش خود تمامی اطلاعات مربوط را در قیمت سهام لحاظ خواهند کرد و قیمت سهام شاخص خوبی برای تعیین ارزش سرمایه‌گذاری است.
فاما و دیگران (۱۹۶۹) بازار کارا را بازاری تعریف کردند «که به سرعت با اطلاعات جدید تطبیق پیدا می‌کند». گرچه تطبیق با اطلاعات جدید یک مشخصه مهم در بازار کاراست، اما تنها مشخصه آن نیست. در یک بازار کارآی اطلاعاتی، اگر انتظارات و اطلاعات همه مشارکت کنندگان در بازار به خوبی توسط قیمت‌ها منعکس شود، تغییر قیمت‌ها غیرقابل پیش بینی هستند. فاما (۱۹۷۰) این عقیده را چنین بیان کرد: «یک بازار که در آن همواره قیمت‌ها همه اطلاعات در دسترس را به طور کامل منعکس می‌کنند، کارا نامیده می‌شود».
طبق فرضیه بازار کارا، بازار باید بزرگ و نقد باشد. اطلاعات نیز از لحاظ دردسترس‌بودن و هزینه باید در هر زمان در اختیار سرمایه‌گذارها باشند. همچنین «هزینه معاملات» باید کمتر از «سود مورد انتظار از سرمایه‌گذاری» باشد و سرمایه‌گذارها باید منابع مالی کافی در اختیار داشته باشند تا از موارد ناکارایی تا زمانی که وجود دارند، استفاده‌کنند.
فرضیه بازار کارا به مفهوم «گام تصادفی» نزدیک است، منطق این مفهوم این است که اطلاعات موجود در بازار به شکل تصادفی و غیرقابل پیش‌بینی (با انتظارات هم‌جهت یا غیرهم‌جهت) هستند؛ در نتیجه تغییرات قیمت سهام نیز در بازارهای کارا باید تصادفی باشد. بازار کارا حافظه ندارد این تعبیر به این معنی است که از قیمت‌های دیروز در مورد قیمت‌های فردا نمی‌توان نتیجه‌گیری کرد.
سرمایه‌گذاران با توجه به تعاریفی که ارائه شد در بازار کارا نمی‌توانند به سود غیرعادی و بالایی دست پیدا کنند و تنها راه آن خرید سهام با ریسکی بالاتر است. طبق فرضیه یاد شده، قرار نیست قیمت سهام همواره مساوی ارزش واقعی آن باشد. قیمت‌ها تنها در برخی مواقع و به‌طور اتفاقی ممکن است بالاتر یا پایین‌تر از ارزش واقعی‌شان باشند بنابراین در نهایت قیمت‌ها به حد متوسط‌شان بازخواهند گشت. طرفداران فرضیه کارایی بازار طبق قوانین احتمالات چنین می‌گویند: در هر زمان مشخص در بازار با تعداد زیاد سرمایه‌گذار، برخی سرمایه‌گذارها سودی بالا کسب می‌کنند و برخی نیز همان سود متوسط بازار را می‌برند.
برای تأثیر کارایی از سه مجموعه اطلاعات استفاده می‌کنند:
1. کارایی ضعیف: اطلاعات مربوط به گذشته
2. کارایی متوسط: تمام اطلاعات عمومی
3. کارایی بالا: تمام اطلاعات شامل خصوصی و عمومی

به این معنی که مثلاً در شکل ضعیف بازار کارا نمی‌توان بر اساس اطلاعات مربوط به دوره قبل برای دوره آتی نتیجه‌گیری کرد.

## نقدهای وارد بر فرضیه بازار کارا
استدلال‌های زیادی را می‌توان علیه فرضیه بازار کارا مطرح کرد. از جمله این استدلال‌ها می‌توان به «اثر ژانویه» اشاره‌کرد که می‌گوید: در ماه اول هر سال معمولاً سرمایه‌گذاران سود بالاتری نصیبشان می‌شود. در واقع این استدلال‌ها بیان‌کننده این هستند که در بازار الگوهای قابل‌پیش‌بینی برای تعیین قیمت سهام وجود دارد و در واقع مبحث تصادفی بودن تغییرات را زیر سؤال می‌برند.
برخی دیگر از اقتصاددانان مالی نیز بیان می‌کنند که قیمت سهام همیشه از رفتار سودجویانه سرمایه‌گذاران تأثیر می‌گیرد نه از اطلاعات موجود در بازار.
به‌طور کلی نمی‌توان برای بازارها مطلقاً ویژگی کارا یا غیر کارا را بیان‌کرد بلکه می‌توان بازارها را بر اساس ترکیبی از این حالات تصور کرد که الزاماً تغییرات روزانه و اتفاقات با سرعت روی قیمت سهام تأثیر نگذارند. در واقعیت نمی‌توانیم صرفاً اطلاعات بازارهای مالی را عامل تعیین‌کننده قیمت سهام بدانیم بلکه اطلاع از عوامل سیاسی و اجتماعی و همچنین نوع قضاوت سرمایه‌گذاران نسبت به اطلاعات نیز از جمله موارد تأثیرگذار می‌باشد.